# Acheri
Nella mitologia indiana (anche se alcune fonti lo attribuiscono erroneamente ai nativi americani) un Acheri è il fantasma o spirito di una bambina che scende, di notte, dalle montagne per portare malattie agli umani, in particolare ai bambini. Si credeva che l'unica difesa contro questo spirito fosse quella di legare un nastro rosso intorno al collo.
Si dice che gli Acheri portino la morte agli anziani e a coloro che possiedono un basso livello di difese immunitarie.